# Östhammar község
Östhammar község (svédül: Östhammars kommun Svédország 290 községének egyike. Uppsala megyében található, székhelye Östhammar.
A mai község 1974-ben jött létre.

## Települések
A község települései:
| Település   | Népesség | Megjegyzés         |
| ----------- | -------- | ------------------ |
| Alunda      | 2224     |                    |
| Dannemora   | 238      |                    |
| Gimo        | 2702     |                    |
| Hargshamn   | 304      |                    |
| Öregrund    | 1552     |                    |
| Österbybruk | 2230     |                    |
| Östhammar   | 4598     | a község székhelye |
| Norrskedika | 223      |                    |
| Skoby       | 141      |                    |